# Bemersyde House

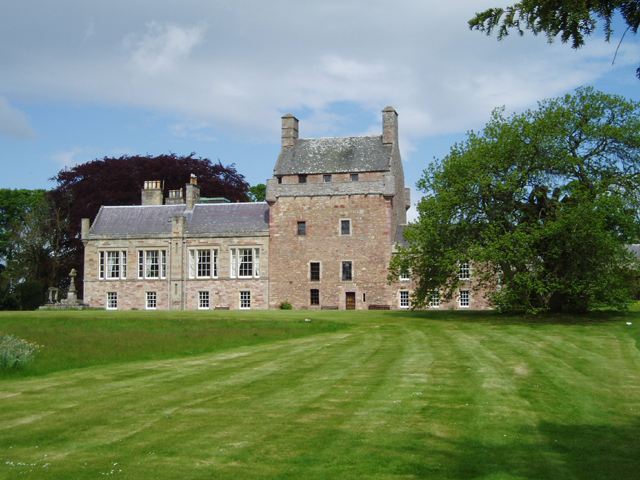
Bemersyde House

Bemersyde House ist ein Herrenhaus in Schottland. Es liegt am Westrand der Ortschaft Bemersyde in der Council Area Scottish Borders unweit des linken Ufers des Tweed. 1971 wurde das Bauwerk in die schottischen Denkmallisten in der höchsten Denkmalkategorie A, 2003 wurden die Außenanlagen in das Inventory of Gardens and Designed Landscapes in Scotland aufgenommen.

## Geschichte
Vermutlich seit dem 12. Jahrhundert befanden sich die Ländereien im Besitz des Clans Haig. Im frühen 16. Jahrhundert wurde am Standort ein Peel Tower errichtet. Vermutlich resultierte der Bau aus einem Beschluss des Schottischen Parlaments aus dem Jahre 1535, welcher die Befestigung der Grenzregion zu England vorsah. Nach rund zehn Jahren brannte der Turm nieder und wurde wiederaufgebaut. Zumindest die oberen Stockwerke des Wehrturms wurden im Laufe des 17. Jahrhunderts neu aufgebaut. Im 18. Jahrhundert wurde der Wehrturm zu einem Herrenhaus erweitert. Zu den regelmäßigen Gästen zählte der Schriftsteller Walter Scott. Sein bevorzugter Aussichtspunkt Scott’s View liegt nur wenige hundert Meter nördlich von Bemersyde House. Auf Grund seiner Verdienste im Ersten Weltkrieg, erwarb die britische Regierung im Jahre 1921 Bemersyde House und schenkte es dem Oberbefehlshaber der Westfront, Douglas Haig, 1. Earl Haig.